# Drets del col·lectiu LGBT a Algèria

Aquest és un article sobre els drets LGBT a Algèria. Les persones lesbianes, gais, bisexuals i transsexuals a Algèria han d'afrontar reptes legals que no experimenten els residents no LGBT, segons un informe de maig de 2008 de l'International Lesbian, Gay, Bisexual, Trans and Intersex Association. El Codi Penal del país estableix que l'homosexualitat pot ser castigada amb una multa i una pena d'entre dos mesos i tres anys de presó.

## Codi Penal
L'article 338 del Codi Penal algerià esmenta el següent:
| «                                   | Aquells que practiquin un acte homosexual seran castigats amb una pena de presó d'entre dos mesos i dos anys, i una multa d'entre 500 i 2 000 dinars algerians. Si un dels participants és menor de 18 anys, la persona major podrà enfrontar-se a una pena de tres anys de presó i una multa de 10 000 dinars. | » |
| — Article 338, (informe de la AIGL) | |   |

L'article 333 estableix:
| «                                   | Quan es produeixi un delicte contra la decència pública consistent en un acte contra la naturalesa amb un individu del mateix sexe, la pena serà d'entre sis mesos i tres anys de presó, i d'una multa d'entre 1 000 i 10 000 dinares algerians. | » |
| — Article 333, (informe de la AIGL) | |   |

Les lleis penals es basen en la moral que preval a Algèria, que considera l'homosexualitat i la transsexualitat contràries a la fe islàmica.

## Constitució
L'article 2 de la Constitució estipula que l'islam és la religió oficial del país, però també garanteix igualtat per a tots els ciutadans (article 24), respecte pels drets humans (33) i llibertat de credo i religió (36).
L'article 39 reconeix el dret a la privadesa, mentre que també es destaquen la facultat de crear organitzacions polítiques (article 42), el dret a l'educació (53), a la salut (54) i al treball just (55).
Aquests drets constitucionals podrien utilitzar-se per millorar els drets de la comunitat homosexual a Algèria.

## Condicions de vida
L'homosexualitat i la transsexualitat estan prohibides per llei, i el pensament social que preval és obertament negatiu i fins i tot violent. La llei no reconeix ni respecta els drets civils dels homosexuals; no hi ha establiments oficials a favor d'ells i no es permet la formació d'organitzacions polítiques que militin pels seus drets. L'assetjament, la violència i fins i tot l'assassinat d'homosexuals per part dels seus familiars, per fonamentalistes religiosos o per altres grups de vigilància solen tolerar-se.
Aquest tipus de crims solen denominar-se crims d'honor, perquè els perpetradors solen ser familiars o veïns que justifiquen la seva homofòbia violenta com un mitjà per salvar l'honor de la seva família o la seva comunitat. En 2001, en el marc d'un crim d'odi, dos homes van ser apedregats al carrer i en 1994 i 1996 es van registrar assassinats de presumptes homosexuals.
La majoria dels intents de legislar el matrimoni entre persones del mateix sexe acaben amb la intervenció de la policia, com va ocórrer en 2005.
Aquests conflictes i la perillositat latent van portar al fet que un ciutadà algerià, Ramzi Isalam, demanés asil en el Regne Unit.

## Taula resum
| Activitat sexual legal amb el mateix sexe                     | (Penalitat: Multes i fins a 3 anys de presó o llibertat vigilada) |
| Mateixa edat de consentiment                                  | No                                                                |
| Lleis antidiscriminació a la feina                            | No                                                                |
| Lleis antidiscriminació en la prestació de béns i serveis     | No                                                                |
| Matrimoni del mateix sexe                                     | No                                                                |
| Lleis antidiscriminació en el discurs de l'odi i la violència | No                                                                |
| Reconeixement de les parelles del mateix sexe                 | No                                                                |
| Adopció de fillastres per parelles del mateix sexe            | No                                                                |
| Adopció conjunta per parelles del mateix sexe                 | No                                                                |
| Prestació de servei militar per gais i lesbianes              | No                                                                |
| Dret legal a canviar de gènere                                | No                                                                |
| Accés a la fecundació in vitro per lesbianes                  | No                                                                |
| Subrogació comercial per a parelles d'homes homosexuals       | No                                                                |
| Permís per donar sang als MSMs                                | No                                                                |